# Stazione di Calenzana-Lumio
La stazione di U Fiumeseccu Alzeta (GR20) (dal 2017), denominata precedentemente Camp Raffalli (dal 2013 al 2017) e prima ancora 
(dal 1890 al 2013) Calenzana-Lumio (in francese: Gare de Calenzana-Lumio, in corso: Gara di Calenzana-Lumiu) è una stazione ferroviaria della linea Ponte Leccia – Calvi nata per servire le due cittadine corse di Calenzana e Lumio. Si trova nel territorio comunale di Calvi, non molto lontano dal confine con quello di Lumio da cui dista circa cinque chilometri. La distanza di Calenzana dall'impianto, invece, è di circa otto chilometri.
Di proprietà della Collectivité Territoriale de la Corse (CTC), è gestita dalla Chemins de fer de la Corse (CFC).

## Storia
È stata aperta il 15 novembre 1890 assieme al tronco Palasca – Calvi della Ponte Leccia – Calvi.

## Strutture ed impianti
Lo scalo è dotato del tipico fabbricato viaggiatori delle piccole stazioni delle linee corse.
Il piazzale è dotato del binario di corsa e di quello riservato agli incroci e alle precedenze. È presente uno scalo merci, non più utilizzato allo scopo, con magazzino e annesso piano caricatore.

## Movimento
L'impianto è fermata facoltativa dei servizi della CFC sia della direttrice Ponte Leccia – Calvi sia del tramway de la Balagne (Isola Rossa – Calvi).